# Jarque
Jarque é um município da Espanha na província de Saragoça, comunidade autónoma de Aragão. Tem 43,11 km² de área e em 2021 tinha 413 habitantes (densidade: 9,6 hab./km²).

## Demografia
| Variação demográfica do município entre 1991 e 2004 | Variação demográfica do município entre 1991 e 2004 | Variação demográfica do município entre 1991 e 2004 | Variação demográfica do município entre 1991 e 2004 |
| --------------------------------------------------- | --------------------------------------------------- | --------------------------------------------------- | --------------------------------------------------- |
| 1991                                                | 1996                                                | 2001                                                | 2004                                                |
| 616                                                 | 591                                                 | 541                                                 | 556                                                 |